# Малла Малміваара
Мáлла Мáлміваара (фін. Malla Malmivaara, нар. 10 грудня 1982 року, Ювяскюля, Фінляндія) ― фінська акторка і співачка. Її початкове імʼя ― Лаура, яке вона змінила на Маллу, щоб уникнути плутанини з двоюрідною сестрою, акторкою Лаурою Малміваарою.
У своїй музичні карʼєрі Малміваара відома під псевдонімами Belle Who та Malla; під цим псевдонімом вона випустила свої останні два альбоми.

## Біографія
Батьком Малли Малміваари є фінський віолончеліст Юга Малміваарра, з яким Малла проживала після розлучення батьків. Її мачухою стала фінська акторка Ганна Лійноя. Зведений брат Малли по матері ― актор Мійка Лааксо, а акторка Лаура Малміваара та хокеїст Оллі Малміваара приходяться Маллі відповідно двоюрідною сестрою та братом.
Малла походить з фінського роду священників Малміваара. Вона має двох дітей, а її партнером є музикант Борис Нордін.

## Музична кар'єра
З 2019 року у своїй музичній кар'єрі Малміваара використовує творчим псевдонімом лише своє ім'я. Її перший альбом був випущений лейблом Solina Records у квітні 2021 року. Раніше Малміваара вже випускала альбом під своїм іншим псевдонімом, Belle Who. Перший альбом Belle Who, Can't Whistle When You Smile, вийшов 20 травня 2009 року.'

## Фільмографія

### Фільми
| Фільми | Фільми             | Фільми                       | Фільми         |
| Рік    | Імʼя               | Оригінальна назва            | Роль           |
| ------ | ------------------ | ---------------------------- | -------------- |
| 2005   | Дівчинко, ти зірка | Tyttö sinä olet tähti        | дівчина Ісуккі |
| 2005   | Гру скінчено       | Game Over                    |                |
| 2006   | Основний колір     | Pohjaväri                    |                |
| 2009   | Ваша               | Vasha                        | Анґеліна       |
| 2009   | Заборонений плід   | Kielletty hedelmä            | Еева           |
| 2009   | Джаліль            | Jalil                        |                |
| 2009   | Ми єдині           | United We Stand              |                |
| 2010   | Негідники          | Veijarit                     | Рита           |
| 2011   | Брудна бомба       | Likainen pommi               | Міркку         |
| 2013   | У 85 році          | Vuonna 85                    | Каролійна      |
| 2013   | Мова сердець       | Sydänten kieli               |                |
| 2013   | Елла та друзі      | Ella ja kaverit 2 – Paterock | Ельвійра       |
| 2017   | Це все витримає    | Kaiken se kestää             | Улла           |
| 2018   | Все правильно      | Kaikki oikein                | Ійна           |
| 2018   | Олаві Вірта        | Olavi Virta                  | Ірене          |
| 2025   | Ідеальні гості     | Täydelliset vieraat          |                |

### Телевізійні серіали
| Рік       | Серіал                   | Оригінальна назва                | Роль                 |
| --------- | ------------------------ | -------------------------------- | -------------------- |
| 2007      | Лише мʼясо               | Pelkkää lihaa                    | Мілла                |
| 2008      | Любовні ігри             | Lemmen leikit                    | Матильда Рундквіст   |
| 2008      | Захисники                | Suojelijat                       | Ніна                 |
| 2008      | Початки зобовʼязання     | Sitoutumisen alkeet              | Яніта                |
| 2008      | Кімната новин            | Uutishuone                       | Гелена Мянтюля       |
| 2009      | Просте життя             | Helppo elämä                     | Лупу                 |
| 2010      | Хіп-хоп Гамлет           | Hiphop Hamlet                    | жінка вдома          |
| 2012      | Володар Гельсінкі        | Helsingin herra                  | Сарі                 |
| 2013      | Kansan mies              | Людина народу                    | Ятта Ліндфорс        |
| 2014–2016 | Mustat lesket            | Чорні вдови                      | Кірсі Лундберґ       |
| 2014      | Німфи                    | Nymfit                           | Фріда Фредріксдоттір |
| 2014–2017 | Кіммо                    | Kimmo                            | Улла Шелунд          |
| 2016      | Кігтями та зубами        | Kynsin hampain                   | Алекса               |
| 2018      | Втрьох                   | Kolmistaan                       | Геліня               |
| 2018      | Шановні глядачі          | Hyvät katsojat                   | камео                |
| 2019      | Час вовка                | Suden hetki                      | Гета                 |
| 2020      | Падіння                  | Putous                           | декілька ролей       |
| 2020      | Сучасні чоловіки         | Modernit miehet                  | Ілона                |
| 2020      | Карппі                   | Karppi                           | Мікаела Лунд         |
| 2021      | Hotel Swan Helsinki      |                                  | Катарійна Гаґельстен |
| 2021      | Роба                     | Roba                             | Інарі                |
| 2021      | DikDek – Кошмар в готелі | DikDek – Painajainen majatalossa | Анна                 |
| 2022      | Пульс                    | Syke                             | Майю Форсберґ        |
| 2023      | Пробач за все            | Kaikki anteeksi                  | Гейді                |

### Озвучування
| Рік  | Фільм                                       | Оригінальна назва                 | Роль     |
| ---- | ------------------------------------------- | --------------------------------- | -------- |
| 2009 | Принцеса і жаба                             | The Princess and the Frog         | Шарлотта |
| 2011 | Елла та Алексі – Дивовижний день народження | Ella ja Aleksi – Yllätyssynttärit | Елла     |

## Дискографія

#### Альбоми
| Назва                        | Дані про випуск                                                                 |
| ---------------------------- | ------------------------------------------------------------------------------- |
| Can’t Whistle When You Smile | - випущений: 20 травня 2009 - Формат: CD / цифровий - Лейбл: Dynasty Recordings |
| Malla                        | - Випущений: 16 квітня 2021 - Формат: LP / цифровий - Лейбл: Solina Records     |
| Fresko                       | - Випущений: 2023 - Формат: - Лейбл: Solina Records                             |

#### Сингли
| Рік  | Сингл                   | Альбом                       |
| ---- | ----------------------- | ---------------------------- |
| 2008 | ”Tide”                  | Can’t Whistle When You Smile |
| 2009 | ”Boy” (промосингл)      | Can’t Whistle When You Smile |
| 2009 | ”Dice” (промосингл)     | Can’t Whistle When You Smile |
| 2019 | ”Sabrina”               | Malla                        |
| 2020 | ”Samaan huoneeseen”     | Malla                        |
| 2020 | ”Tilaa”                 | Malla                        |
| 2021 | ”Miksi oottaisin”       | Malla                        |
| 2022 | ”Moi”                   |                              |
| 2022 | ”Ollaan jossain kiinni” |                              |
| 2022 | ”Sade”                  |                              |
| 2023 | ”Hidastan aikaa”        |                              |

#### Музичні відео
- Tide (2008)
- Dice (2009 – реж. Каапо Каму[13])
- Sabrina (2019)
- Moi (2022)